# Brylcreme, stålkam och gällivarehäng
Brylcreme, stålkam och gällivarehäng, är en låt framförd av det fiktiva raggarparet Ronny och Ragge gestaltade av Peter Settman och Fredde Granberg. Låten finns på EP:n Join The Fårrd-Ride från 1992.

## Listplaceringar
| Lista (1993) | Topplacering |
| ------------ | ------------ |
| Sverige      | 12           |